# Bulbophyllum algidum
Bulbophyllum algidum là một loài phong lan thuộc chi Bulbophyllum.